# Tworzenie Wojska Polskiego na przełomie lat 1918–1919
Tworzenie Wojska Polskiego na przełomie lat 1918–1919.
Po odzyskaniu niepodległości przez Polskę władze odradzającego się państwa polskiego rozpoczęły w 1918 tworzenie, a następnie rozbudowę Wojska Polskiego.

## Stan początkowy
Potencjalne zasoby polskich sił zbrojnych na dzień 12 października 1918 obliczano na 58 731 żołnierzy. Składały się na to formacje: Polska Siła Zbrojna – 4831 żołnierzy, dawne Legiony – 15 416 żołnierzy, I Korpus Polski – 23 669 żołnierzy, II Korpus Polski – 2832 żołnierzy, w niewoli niemieckiej – 2000 żołnierzy. Po odliczeniu około 33% inwalidów, zdolnych do walki pozostawało 39 158 żołnierzy.
W dniu 11 listopada 1918 siły polskie były jeszcze mniejsze: Polska Siła Zbrojna – 9373 żołnierzy, oddziały podległe rządowi lubelskiemu – 11 500 żołnierzy, resztki I Korpusu Polskiego – 150 żołnierzy, oddziały podległe Polskiej Komisji Likwidacyjnej – 8250 żołnierzy, co dawało razem 29 543 żołnierzy.

## Sztab Generalny
Całością prac organizacyjnych kierował powołany jeszcze przez Radę Regencyjną Królestwa Polskiego 25 października 1918 Sztab Generalny Wojska Polskiego na czele z gen. Tadeuszem Rozwadowskim. Rozpoczął on formowanie zalążków polskiego wojska. Od 16 listopada 1918 gen. Rozwadowskiego zastąpił gen. Stanisław Szeptycki. Od 7 lutego 1919  funkcje szefa Sztabu Generalnego sprawował płk Stanisław Haller.
13 lutego 1919 Sztab Generalny zaczął używać nazwy Naczelne Dowództwo Wojska Polskiego.

## Organizacja struktur terenowych
Pierwsze prace z zakresu organizacji wojska podjęto na podstawie rozkazu gen. Rozwadowskiego z 30 października 1918, o tworzeniu sił zbrojnych na terytorium administrowanym przez Radę Regencyjną. Obszar ten podzielony został na trzy inspektoraty administracyjno-wojskowe (I Warszawski, II Kielecki, III Lubelski), w skład których wchodziło 15 okręgów wojskowych.
W Galicji Wschodniej z uwagi na wybuch wojny polsko-ukraińskiej przyjęto odrębną strukturę organizacyjną. Rozkazem szefa Sztabu Generalnego z 1 listopada 1918 utworzono dla tego obszaru Naczelne Dowództwo Wojskowe na czele z gen. Stanisławem Puchalskim.
17 listopada 1918 zlikwidowano inspektoraty i powołano pięć Dowództw Okręgów Generalnych. Obszar galicyjski wszedł w skład V Dowództwa – Kraków, które posiadało okręgi wojskowe: krakowski, przemyski, a od 23 listopada 1918: podhalański, tarnowski, wadowicki, rzeszowski i będziński. 5 czerwca 1919 utworzono VI Dowództwo – Lwów, z siedzibą w Przemyślu. Obejmowało ono swoim zasięgiem okręgi: zborowski, trembowelski, tarnopolski, skolski, czortkowski i husiatyński.
Polską administrację wojskową na Wołyniu reprezentowała Ekspozytura II Dowództwa – Lublin z siedzibą w Kowlu, a rejon Łucka znajdował się w administracji Wołyńskiego Okręgu Wojskowego mieszczącego się w tym mieście.
Każdy okręg wojskowy zobowiązany był do zorganizowania w swoim obszarze pułku piechoty, który miał w przyszłości być rozwinięty w brygadę. Organizacją poszczególnych rodzajów wojsk miały się zająć Dowództwa Okręgów Generalnych. Z końcem listopada 1918 rozpoczęto formowanie 36 pułków piechoty i 14 pułków kawalerii.

## Pobór
Zaciąg był ochotniczy, prowadzony przez poszczególne okręgi wojskowe. Zwerbowanych ochotników wstępnie przeszkalano, następnie tworzono pododdziały do szczebla batalionu, które później łączono w grupy taktyczne i kierowano na front.
Po przeprowadzeniu poboru ochotniczego stan liczebny Wojska Polskiego w połowie stycznia 1919 wynosił 110 tysięcy żołnierzy. Ponieważ potrzeby armii rosły, zdecydowano się na ogłoszenie poboru regularnego. Na podstawie Tymczasowej Ustawy o Powszechnym Obowiązku Służby Wojskowej z 27 października 1918 (Dz. U. 1918 nr 13 poz. 28) oraz dekretu Naczelnika Państwa z 15 stycznia 1919 (Dz. U. 1919 nr 8 poz. 119) 7 marca 1919 na plenarnym posiedzeniu Sejmu Ustawodawczego uchwalono pobór roczników 1896-1901 na całym obszarze ziem polskich (Dz. U. 1919 nr 22 poz. 234).

### Pobór w Galicji
W Galicji pobór organizowały i wykonywały Tymczasowe Urzędy Poborowe (TUP), powołane rozkazem Komendy Krakowskiej z 6 listopada 1918. Pokrywały się one z siecią dawnych austriackich okręgów uzupełnień, komend poborowych rezerwy i komend poborowych pospolitego ruszenia. 27 grudnia 1918 galicyjskie TUP przekształcono w Powiatowe Komendy Uzupełnień (PKU). Funkcjonowały one głównie w Galicji Zachodniej. W Galicji Wschodniej i na Wołyniu PKU utworzono dopiero w lipcu 1919, po zakończeniu wojny.
Wprawdzie pobór powszechny realizowany był głównie poza obszarem wschodniogalicyjskim, gdzie przeprowadzono go masowo dopiero w sierpniu 1919, jednak już wcześniej pobór regularny prowadził na tym terenie Tymczasowy Komitet Rządzący (TKR).

## Organizowanie armii

### W Galicji Wschodniej i na Wołyniu
W miarę rozwoju ilościowego szeregów Wojska Polskiego zaczęto tworzyć jego struktury taktyczno-operacyjne. W pierwszym okresie trwającym od listopada 1918 roku do końca marca 1919 na galicyjsko-wołyńskim Teatrze Działań Wojennych występowały grupy taktyczne i operacyjne.
Pierwszą grupą taktyczną była grupa „San” mjr Juliana Stachiewicza, połączyła się ona w Przemyślu z grupą ppłk. Tokarzewskiego-Karaszewicza, tworząc grupę taktyczną, która przeprowadziła odsiecz dla Lwowa.
Kolejnymi oddziałami były grupy taktyczne: mjr Scaevoli-Wieczorkiewicza, płk Stanisława Skrzyńskiego, płk Henryka Minkiewicza, gen. Zygmunta Zielińskiego, ppłk Czesława Mączyńskiego, płk Mieczysława Kulińskiego, płk Władysława Sikorskiego i gen. Jana Romera. Występowały także tzw. podgrupy, działające samodzielnie bądź wydzielane z zasadniczych grup taktycznych. Zalicza się do nich: grupę ppłk Józefa Swobody, mjr Jana Hempla, mjr Józefa Sopotnickiego, płk Aurelego Serdy-Teodorskiego, ppłk Józefa Beckera. Wszystkie grupy wchodziły w skład grupy operacyjnej podporządkowanej Dowództwu „Wschód” gen. Tadeusza Rozwadowskiego, liczącej około 20 tys. żołnierzy.
Na Wołyniu operowały cztery główne grupy taktyczne: gen. Bronisława Babiańskiego, gen. Stefana Majewskiego (późniejsza grupa gen. Edwarda Rydza-Smigłego, utworzona na bazie grupy „Bug”), mjr Władysława Bończy-Uzdowskiego (później grupa mjr Leopolda Lisa-Kuli) i płk Jana Sandeckiego.
Wiosną 1919 roku utworzono wyższe związki operacyjne – fronty. Jako pierwszy powołany został rozkazem NDWP z 30 marca 1919 Front Wołyński na czele z gen. Aleksandrem Karnickim. 29 maja 1919 NDWP utworzyło Front Galicyjsko-Wołyński dowodzony przez gen. Wacława Iwaszkiewicza. Front ten istniał do końca lipca 1919 roku.

## Reforma sił zbrojnych
W lutym 1919 roku wprowadzono nowy model organizacyjny sił zbrojnych, który przewidywał tworzenie związków taktycznych szczebla dywizja/brygada. Założono sformowanie 42 dywizji piechoty, 6 brygad kawalerii i 12 eskadr lotniczych. Dywizja piechoty miała się składać z: trzech pułków piechoty, brygady artylerii, dywizjonu kawalerii oraz pododdziałów dowodzenia, tyłowych i zaopatrzenia. Strukturę tę następnie skorygowano i postanowiono utworzyć 10 dywizji dwubrygadowych oraz 1 brygadę górską.
Liczebność Wojska Polskiego niezbędną do obrony państwa określano na 500 tysięcy żołnierzy. Stan ten miano osiągnąć stopniowo. Tymczasem w marcu 1919 roku piechota liczyła 80 tys. żołnierzy, skupionych w 40 pułkach i 8 batalionach strzelców, a ponadto przy każdym pułku piechoty znajdował się batalion kadrowy. Według etatu każdy pułk miał liczyć 68 oficerów i 2486 żołnierzy, a dywizja 226 oficerów i 7525 żołnierzy. Do końca marca zakończono formowanie czterech dywizji (1, 2, 3) i Dywizji Litewsko-Białoruskiej.
Podczas wojny polsko-ukraińskiej formowano 3, 4, i 5 dywizje piechoty. Na ten priorytetowy teren walk kierowano również większość nowo tworzonych i innych regionach kraju pododdziałów i oddziałów, nawet po rozpoczęciu wojny polsko radzieckiej. Dopiero po zakończeniu wojny polsko-ukraińskiej rozpoczęto ofensywne działania przeciw Sowietom.